# Tobias Kurbjuweit
Tobias Kurbjuweit (* 30. Dezember 1982 in Jena) ist ein ehemaliger deutscher Fußballspieler und heutiger -trainer.

## Sportliche Laufbahn

### Vereinskarriere
Der Sohn der Jenaer Fußball-Legende Lothar Kurbjuweit begann mit dem Fußballspielen beim FC Carl Zeiss Jena. Der Mittelfeldspieler trat während seiner Profikarriere für keinen Verein länger als zwei Saisons am Stück an. Er debütierte in der Regionalligasaison 2000/01 in der Ersten Mannschaft des FC Carl-Zeiss Jena und bestritt für seinen nächsten Verein FC St. Pauli 13 Partien in der 2. Bundesliga. Es folgten unterklassige Engagements u. a. bei den traditionsreichen Vereinen 1. FC Magdeburg, 1. FC Union Berlin, Chemnitzer FC und ab September 2011 zum zweiten Mal BFC Dynamo. Nach der Oberliga-Saison 2011/12 beendete er seine Spieler-Karriere.

## Trainerlaufbahn
Zur Saison 2012/13 wurde Kurbjuweit Co-Trainer von Andreas Thom bei den B1-Junioren (U17) von Hertha BSC, die in der B-Junioren-Bundesliga spielte. Zur Saison 2013/14 wurde er zunächst Co-Trainer von Jörg Schwanke bei der zweiten Mannschaft von Hertha BSC, wechselte aber im November 2013 auf die Position des Co-Trainers bei den in der A-Junioren-Bundesliga spielenden A-Junioren (U19), bei der er Michael Hartmann assistierte.
Zur Saison 2015/16 wurde Kurbjuweit Co-Trainer von Daniel Petrowsky bei der A-Jugend (U19) des Hamburger SV, die in der A-Junioren-Bundesliga spielte. Zur Saison 2017/18 übernahm er die C1-Junioren (U15), die in der C-Junioren-Regionalliga spielten, als Cheftrainer. In der Saison 2020/21 war er für die B2-Junioren (U16) verantwortlich. Zur Saison 2021/22 übernahm Kurbjuweit die B1-Junioren (U17) in der B-Junioren-Bundesliga. Der HSV führte zu dieser Spielzeit im Nachwuchsleistungszentrum eine Trainerrotation ein. Dabei behalten die Trainer von der U12 bis zur U14 und von der U15 bis zur U17 ihren jeweiligen Jahrgang für drei Jahre, ehe sie wieder bei der U12 bzw. U15 beginnen. In der Winterpause trennte sich der Verein von ihm.